# Tinure
Tinure (iriska: Tigh an úir) är en ort i republiken Irland.   Den ligger i provinsen Leinster, i den nordöstra delen av landet, 50 km norr om huvudstaden Dublin. Tinure ligger 100 meter över havet och antalet invånare är 456.
Terrängen runt Tinure är platt. Runt Tinure är det mycket tätbefolkat, med 1 411 invånare per kvadratkilometer. Närmaste större samhälle är Drogheda, 9,4 km sydost om Tinure. Trakten runt Tinure består i huvudsak av gräsmarker.